# Wilhelm Schlag
Wilhelm Schlag (2 de maio de 1969) é um matemático austríaco, professor no Departamento de Matemática da Universidade Yale, que trabalha com análise harmônica e equações diferenciais parciais.
Schlag obteve um PhD no Instituto de Tecnologia da Califórnia em 1996, orientado por Thomas Wolff, com a tese Lp to Lq Estimates for the Circular Maximal Function.
Foi palestrante convidado do Congresso Internacional de Matemáticos em Seul (2014: Semilinear wave equations).